# 凱撒超級巨蛋
凱撒超級巨蛋（Caesars Superdome），曾用名為路易斯安那超级圆顶体育场（Louisiana Superdome）及梅賽德斯-賓士超級巨蛋（Mercedes-Benz Superdome），位於美國路易斯安那州新奧爾良，是一座有72,000個座位的多功能巨蛋。同時是全国橄榄球联盟（NFL）新奧爾良聖徒隊的主場，曾經舉辦過籃球比賽。

## 重要節目

### 超級盃
凱撒超級巨蛋曾舉行過超級盃7次，分別在1978年、1981年、1986年、1990年、1997年、2002年和2013年。2025年的超级碗将于此体育场举办。